# Bladtång
Bladtång (Saccharina latissima, tidigare Laminaria saccharina) är en brunalg (Phaeophyceae) familjen Laminariaceae. På svenska är den även känd som sockertare, skräppe-tare, och sockertång.

## Utbredning
Arten breder ut sig över nordöstra Atlanten, Stilla havet och från Barents hav till Galicien i Spanien. Runt Sverige förekommer den huvudsakligen på Västkusten, från Skagerrak i norr till Skånes södra spets i Öresund och till Bornholm. Den blir vanligare längre norrut utefter kusten.
Bladtång växer på klippbottnar och stenar, från ett djup på lågvattenlinjen och ner till 30 meters djup (i svenska vatten ner till tio meters djup). Den förekommer både vid skyddade stränder och stränder öppna mot havet, men arten är något känsligare för vågpåverkan än släktingarna fingertare och stortare.

## Beskrivning
Bladtång bildar en gulbrun, avlång planta som kan bli upp till 5 meter (3 meter i svenska vatten). Dess utseende är relativt varierande.

Plantan delas upp i tre delar – fästgrenar, stipes och bladskiva. Fästgrenarna är den del som sitter längst ner och håller fast plantan vid dess underlag; den har en längd på 5 till 50 cm. Bladskivan är den största delen, med en bredd på mellan 20 och 50 cm och en längd på 1–2 meter. Den bruna bladskivans yta är försedd med gropar och åsar, medan kanterna är jämnare och vågformade. Blad hos unga individer är slätare och ljust brunda, medan den äldre individens blad är mer krusigt. Skaftet (stipes) som sitter mellan bladskivan och fästgrenarna är cylinderformat och slätt. Denna är mindre än 1 cm i diameter.

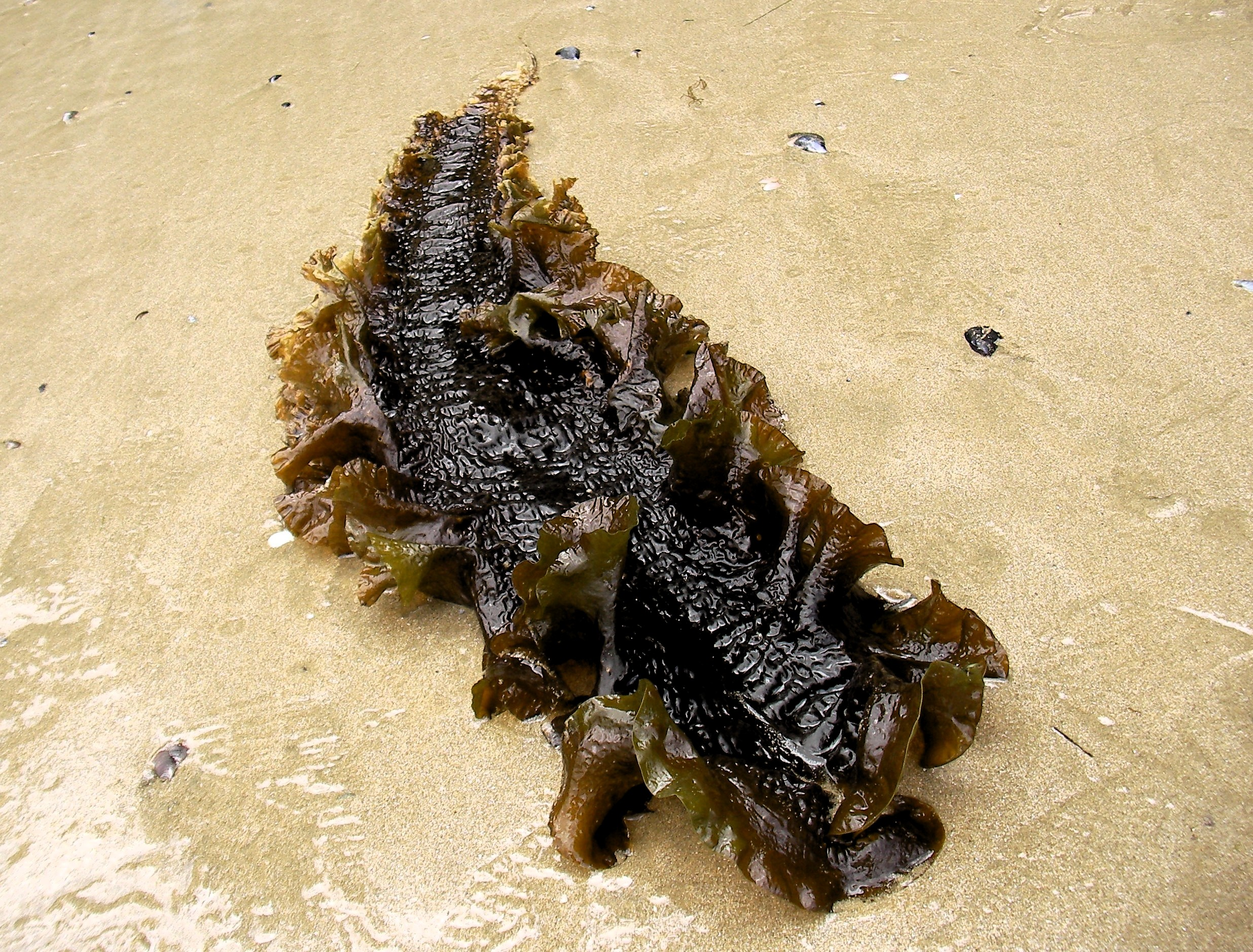
Bladtång, uppspolad på strand.

Bladtång är flerårig. Ett nytt blad växer varje ut mellan skaftet och det gamla bladet, som så småningom stöts bort. Detta blad är växtens sporofytstadium, medan dess könliga stadium är av mikroskopisk storlek.
Växten innehåller sockeralkoholen mannitol, vilket bidrar till bladtångens söta smak; ett äldre namn för växten är just sockertång. På torkade plantor syns mannitolen som vita avlagringar.

## Ekologi
Bladtång utgör en viktig del i formandet av ekosystemen på klippbottnar. Trots att arten är en primärproducent är det inte många djur som utnyttjar algen som födokälla. Detta beror på att bladskivan och skaftet (huvudsakligen hos unga plantor) bildar ett slem som gör att plantan smakar och luktar illa. Slemmet gör även plantan hal, vilket hindrar epifyter från att växa på den.
Plantorna växer tätt tillsammans och bildar stora undervattensskogar. Dessa bidrar med skydd och jaktmarker till andra arter, såsom fiskar (till exempel sjustrålig smörbult, stensnultra och berggylta), kräftdjur, blötdjur och tagghudingar. Då de äldre plantorna inte producerar så mycket slem kan de vara en passande yta för epifyter som svampdjur, havsanemoner, mossdjur och hydroider.

## Odling av bladtång
På senare år har odling av bladtång blivit vanligare, och alger som mat har en lång historia i bland annat Kina och Indonesien. Försök till storskalig odling av den i Sverige har sedan 2014 gjorts på Sveriges västkust av företag som Nordic Seafarm. 2020 fanns några mindre tillstånd för kommersiell odling av makroalger i Västra Götalands län, samt tillstånd för vetenskaplig försöksodling. Efter odling, skördas och torkas den.
Då makroalger tar upp lösta näringsämnen direkt från vattnet, och därmed bidrar till ett nettouttag av näringsämnen från havet vid skörd, bör algodling ses som en klart positiv miljöpåverkan. Detta är under förutsättning att odlingen sköts på rätt sätt så att inte stora mängder alger slits loss och samlar sig på bottnar och stränder. Studier har antytt att upp till 60 procent av det människor skapade fosforinflödet i havet skulle kunna fångas upp via algodlingar.

## Jod i bladtång
Jod är för människor ett essentiellt spårämne men som i höga doser kan vara toxiskt för bland annat sköldkörtelfunktionen. Bladtång är en av de tångsorter som har högst innehåll av jod. Då jod är ett vattenlösligt ämne kan man genom att blanchera bladtången i 45 °C i 2 minuter minska jodhalten med 90 %.